# Richard Looten
Richard Looten (Nijmegen, 1967) is een Nederlands voormalig American-footballspeler die op de positie van quarterback speelde. Hij kwam uit in de Eerste Bundesliga in Duitsland. Ook speelde hij voor het Nederlandse nationale team, de Dutch Lions.
Looten begon op zijn achttiende te spelen bij de Nijmegen Centurions. Hierna kwam hij uit in de Eerste Bundesliga voor de Düsseldorf Bulldozer. In 1989 stapte hij over naar de Cleve Conquerors, maar hij moest deze club in 1995 verlaten wegens een nieuwe regeling voor Europese spelers. Daarop richtte hij met zijn vader Wim Looten en broer Eduard Looten de Nijmegen Pirates op, waarbij hij ook speelde.
In 2006 ging hij terug naar de Cleve Conquerors, en haalde in dit jaar de titel 'comeback van het jaar'. In 2007 werd hij naast speler ook trainer van deze club. In hetzelfde jaar trad hij echter na tegenvallende resultaten terug als trainer.
Looten speelde drie interlands voor de Dutch Lions, de eerste hiervan was tegen Engeland.
Een beenbreuk maakte een einde aan zijn carrière in competitieverband. Tegenwoordig is hij onderwijzer en leidt hij de technische commissie van de Nijmegen Pirates.